# Lupus Dei
Lupus Dei è il secondo album studio del gruppo musicale power metal tedesco Powerwolf.
L'album contiene 11 tracce ed è stato pubblicato il 5 aprile 2007 sotto la Metal Blade Records.

## Tracce
1. Lupus Daemonis (Intro) – 1:17
2. We Take It from the Living – 4:03
3. Prayer in the Dark – 4:20
4. Saturday Satan – 5:18
5. In Blood We Trust – 3:03
6. Behind the Leathermask – 4:35
7. Vampires Don't Die – 3:08
8. When the Moon Shines Red – 4:25
9. Mother Mary Is a Bird of Prey – 3:16
10. Tiger of Sabrod – 3:53
11. Lupus Dei – 6:08

Durata totale: 43:26